# Percy Bryant
Percy Bryant (n. 12 iunie 1897, Saranac Lake⁠(d), comitatul Essex, New York, SUA – d. 5 iunie 1960, New York City, New York, SUA) a fost un bober ce a reprezentat Statele Unite ale Americii, medaliat olimpic. A participat la o ediție a Jocurilor Olimpice (1932) în care a câștigat o medalie de argint.

## Participări
Lista de mai jos prezintă principalele competiții la care a participat Percy Bryant de-a lungul carierei.
- bobsleigh at the 1932 Winter Olympics – four-man[*]